# 富弼

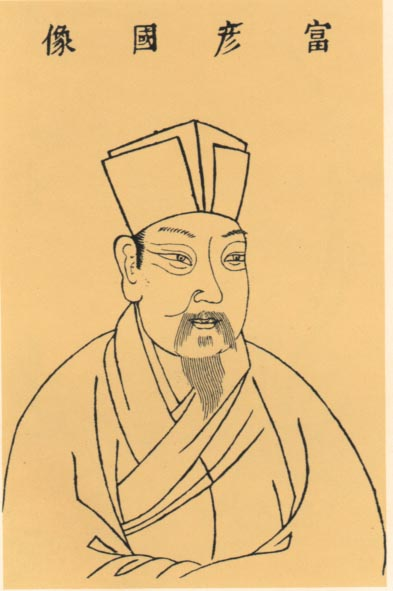
富弼

富 弼（ふ ひつ、景徳元年1月20日（1004年2月13日）- 元豊6年閏6月22日（1083年8月8日））は、北宋の政治家・官僚。字は彦国。河南府の出身。仁宗の代では韓琦・范仲淹・文彦博・欧陽脩とともに名臣と呼ばれた。

## 生涯
若い時から学問に熱心なところから范仲淹に見いだされて次第に昇進し、慶暦2年（1042年）に知制誥となる。その年に契丹の蕭英・劉六符が瓦橋関の南の地を割譲するよう求めてきた際、契丹に赴き割地を拒否し、さらに交戦の危機を脱することに成功した。翌年に枢密副使に任命されるが、人の中傷により河北宣撫使に降等された。その後、京東東路安撫使として治績を上げて仁宗の信任を得て、至和2年（1055年）には宣徽南院使・判并州・同中書門下平章事・集賢院大学士を拝命し、文彦博とともに政務を統括した。
仁宗の没後に英宗が即位すると、召されて枢密使とされ鄭国公に封ぜられた。熙寧年間には尚書左僕射・門下侍郎・同中書門下平章事に任じられたが、王安石が神宗の信任を受け改革を断行していた時代であり、急激な改革には反対であった富弼は王安石と合わず退職を求め、尚書左僕射・判汝州をへて、司空を拝命し韓国公に封じられてから一切の政務から離れ、洛陽で暮らすことにした。80歳で没す。太尉を追贈され、文忠と諡された。